# Тальер, Николас
Никола́с Алеха́ндро Талье́р (исп. Nicolás Alejandro Thaller; род. 7 сентября 1998, Ланус) — аргентинский футболист, полузащитник. Ныне выступает за клуб «О’Хиггинс».

## Биография
Николас Тальер — воспитанник клуба «Ланус» из своего родного города. 27 января 2018 года он дебютировал в аргентинской Примере, выйдя на замену в конце домашнего матча против «Патронато». Игра завершилась вничью 1:1. 19 августа того же года Тальер забил свой первый гол на высшем уровне, сравняв счёт в гостевой игре с «Сан-Лоренсо».
В розыгрыше Южноамериканского кубка 2020 Николас Тальер принял участие в четырёх матчах «Лануса». Команда сумела во второй раз в истории выйти в финал этого турнира.

## Титулы и достижения
- Финалист Южноамериканского кубка (1): 2020

## Статистика выступлений
| Клуб         | Сезон        | Лига         | Лига | Лига | Кубок Аргентины | Кубок Аргентины | Кубок Лиги | Кубок Лиги | Континентальные турниры | Континентальные турниры | Итого | Итого |
| Клуб         | Сезон        | Дивизион     | Игры | Голы | Игры            | Голы            | Игры       | Голы       | Игры                    | Голы                    | Игры  | Голы  |
| ------------ | ------------ | ------------ | ---- | ---- | --------------- | --------------- | ---------- | ---------- | ----------------------- | ----------------------- | ----- | ----- |
| Ланус        | 2017/18      | Примера      | 8    | 0    | 0               | 0               | —          | —          | 1                       | 0                       | 9     | 0     |
| Ланус        | 2018/19      | Примера      | 2    | 1    | 1               | 0               | —          | —          | 1                       | 0                       | 4     | 1     |
| Ланус        | 2019/20      | Примера      | 0    | 0    | 0               | 0               | —          | —          | 0                       | 0                       | 0     | 0     |
| Ланус        | 2020/21      | Примера      | 6    | 1    | 0               | 0               | —          | —          | 4                       | 0                       | 0     | 0     |
| Career total | Career total | Career total | 16   | 2    | 1               | 0               | —          | —          | 6                       | 0                       | 23    | 2     |